# Dietrich Heinrich von Bülow
Adam Dietrich Heinrich von Bülow báró (Adam Dietrich Heinrich Freiherr von Bülow) (Falkenberg, Altmark, Poroszország, 1757 – Riga, 1807) porosz katonatiszt, katonai szakíró, kalandor utazó, Friedrich Wilhelm von Bülow tábornoknak, Dennewitz grófjának öccse.

## Élete

### Ifjúkora
Dietrich Heinrich 1757-ben született a von Bülow bárói család falkenbergi birtokán, a poroszországi Altmarkban. Bátyjához, Friedrich Wilhelmhez (1755–1816) hasonlóan kitűnő nevelésben részesült, 16 éves korában, 1773-ban a család hagyományait követve junkerként belépett a porosz királyi hadseregbe. A rendszeres katonai szolgálat nem nagyon volt ínyére, viszont lelkes olvasója volt Jean Charles de Folard lovag (1669–1752) és más francia katonai szakírók munkáinak, odaadó híve volt Rousseaunak is.

### Utazásai
Tizenhat évnyi katonai szolgálat után Dietrich Heinrich 1789-ben elhagyta a Porosz Királyságot, és sikertelenül próbált állást szerezni az osztrák hadseregben. Visszatért Poroszországba, színházi vállalkozást szervezett, de megbukott és elveszítette vagyonának nagy részét. Elutazott az Amerikai Egyesült Államokba. Itt áttért a Emanuel Swedenborg svéd filozófus (1688–1772) által alapított új vallásra, és swedenborgiánus prédikátorrá lett.
Európába visszatérve rábeszélte bátyját, Friedrich Wilhelmet, hogy társuljon vele pénzügyi spekulációkban, üvegtermékek Amerikába irányuló szállítása körül. A vállalkozás megbukott. Dietrich Heinrich ekkor néhány évig visszahúzódva élt Berlinben, irodalmi tevékenységgel kereste kenyerét, de adósságai felduzzadtak. Nyomorúságos körülmények között írta meg és adta ki „Geist des Neueren Kriegssystems” és „Der Feldzug 1801” c. műveit 1801-ben. Reményei egy katonatiszti állásra hamar szétfoszlottak. Bátyja, Friedrich Wilhelm von Bülow, a későbbi gyalogsági tábornok, a napóleoni háborúk sikeres hadvezére, Dennewitz grófja, aki eddig minden bajban segítőkezet nyújtott öccsének, most sorsára hagyta őt.

### Utolsó évei
Néhány évig Franciaországban és a kisebb német fejedelemségekben bolyongott. 1804-ben ismét Berlinben tűnt fel, ahol 1805-ben megírta és kiadta Geist des Neueren Kriegssystems újabb változatát, valamint a „Lehrsätze des Neueren Kriegs”, a „Geschichte des Prinzen Heinrich von Preussen”, a „Neue Taktik der Neuern wie sie sein solite” és „Der Feldzug 1805” c. munkáit. G.H. von Behrenhorsttal (1733–1814) és másokkal együtt 1806-ban kiadta a „Háborús évkönyveket” („Annalen des Krieges”). Ezek nagyszerű, de nem szokványos katonai szakmunkák voltak, nyíltan elhatárolódtak a porosz stílusú katonai hagyományoktól. A művek kozmopolita szelleme már a felségárulást súrolta. A szerző csalódottságából és elégedetlenségéből eredő csípős szarkazmusa kivívta a hivatalos körök és a porosz kormány neheztelését.
Letartóztatták, és elmebeteggé akarták nyilváníttatni. Az elmeorvosi vizsgálat azonban épelméjűségét állapította meg, ezért egy időre bezárták a pomerániai Kolberg börtönébe (ma: Kołobrzeg, Lengyelország). Itt nagyon durva bánásmódban részesült, bár 1807-ben Gneisenau ezredesnek (1760–1831), az ostromlott város új katonai parancsnokának utasítására könnyítettek sorsán. Később az orosz hadsereg kezébe jutott. 1807-ben halt meg egy rigai börtönben, valószínűleg a rossz bánásmód következtében. (Egyes orosz források szerint Szibériába került, és ott halt meg).

### Életműve
Bülow írásaiban a katonai stratégiáról és a taktikáról vallott nézeteinek szelleme élesen különbözik egymástól. (Ő maga az első stratégaként határozta meg önmagát). Mint stratéga, matematikai szabályok szintjére redukálta a 18. század nagy tábornokainak munkásságát, hadseregeit légüres térben mozgatta, tekintet nélkül a kölcsönhatásokra. Ugyanakkor azt vallotta, hogy ő saját korának hadseregei számára ad játékszabályokat. A kor hadseregei azonban fegyverre kelt nemzetek tömeghadseregei voltak, amelyeket sokkal jobban befolyásoltak a kölcsönhatások (súrlódás), mint a régebbi korok kisebb dinasztikus és hivatásos hadseregeit. Dietrich Heinrich von Bülow tehát a stratégia terén semmi újat nem adott.
Több alappal nevezhetjük őt a modern taktika atyjának. Elsőként ismerte a gyors és döntő háború követelménye – amely a Nagy Francia Forradalom hadviselésében jelent meg, teljesen új taktika alkalmazását követeli meg. Bülow tanításai nagy hatást gyakoroltak a 19. század hadviselési módjára.
Bülow korábbi katonai képzése során Nagy Frigyes porosz király módszereit tanulhatta meg, pedáns és aprólékos módon. Anélkül, hogy az egyenes harcvonaltaktikát alkalmazó csapatokat láthatott volna, lelkes szószólójává vált azoknak a francia forradalmi hadsereg tábornokai által – inkább elkerülhetetlenségből, mint bölcs megfontolásból – alkalmazott módszereknek, a kis oszlopokban való harcnak, amelyet portyázó elővédek fedeznek. Bülow szerint a csatákat az előhadak nyerték meg. A harctéren rendetlenséget kell szervezni, írta Bülow. Nézeteit a modern katonai szakírók is átvették, mutatis mutandis, értelemszerűen, ahogy a haditechnika fejlődött. Bülow taktikai és stratégiai fejtegetéseinek értékét gyengíti a kölcsönhatások („súrlódás”) hiánya, és a harcolóktól elvárt, teljesíthetetlen szintű személyes bátorság, amelyet a siker elengedhetetlen feltételeként határozott meg.

## Művei
- Der Freistaat von Nordamerika in seinem neuesten Zustand (Az Észak-Amerikai szabadállam jelenlegi állapota), 1797
- Der Feldzug 1801 (Az 1801-es hadjárat), Berlin, 1801
- Geist des Neueren Kriegssystems (A korszerű háború szelleme), Hamburg, 1799, majd 1805
- Lehrsätze des neueren Krieges (Tanulmányok az korszerű háborúról), Berlin, 1805
- Geschichte des Prinzen Heinrich von Preussen (Henrik porosz herceg története), Berlin, 1805
- Neue Taktik der Neuern wie sie sein sollte (Milyen legyen a szükséges, korszerű taktika?), (Leipzig, 1805)
- Der Feldzug 1805 (Az 1806-os hadjárat), Lipcse, 1806
- (Társszerzőkkel együtt): Annalen des Krieges (Háborús évkönyvek), Berlin, 1806
- Gustav Adolphs Feldzug in Deutschland (Gusztáv Adolf hadjárata Németországban)
- Blicke auf zukünftige Begebenheiten (Kitekintés jövőbeli eseményekre)